# Sirius B (album)
Sirius B – wydany w 2004 r. studyjny album szwedzkiego zespołu Therion. Nazwa Sirius B nawiązuje do gwiazdy Syriusz B w układzie podwójnym Syriusza. Album ten został wydany równolegle wraz z albumem Lemuria. Ilustrację do okładki wykonał Thomas Ewerhard.

## Lista utworów
1. „The Blood of Kingu” – 5:45
2. „Son of the Sun” – 5:35
3. „The Khlysti Evangelist” – 5:38
4. „Dark Venus Persephone” – 4:02
5. „Kali Yuga part 1” – 3:27
6. „Kali Yuga part 2” – 5:48
7. „The Wondrous World of Punt” – 7:19
8. „Melek Taus” – 5:31
9. „Call of Dagon” – 4:14
10. „Sirius B” – 3:43
11. „Voyage of Gurdjieff (The Fourth Way)” – 5:56

## Twórcy albumu
- Christofer Johnsson – elektryczna gitara rytmiczna, mandolina („The Wonderous World of Punt”), klasyczne i chóralne aranżacje
- Kristian Niemann – elektryczna gitara rytmiczna, gitara akustyczna, mandolina („The Wonderous World of Punt”)
- Johan Niemann – elektryczna gitara basowa, mandolina („The Wonderous World of Punt”)

Ponadto:
- Richard Evensand – perkusja, gong („Kali Yuga part 2")
- Steen Rasmussen – organy Hammonda
- Lars Sømod Jensen – organy kościelne
- Mats Levén – wokal prowadzący („The Blood of Kingu”, „The Khlysti Evangelist”, „Kali Yuga part 2")
- Piotr Wawrzeniuk – wokal prowadzący („Dark Venus Persephone”, „Kali Yuga part 1”, „Melek Taus”)
- Orkiestra: Praska Orkiestra Filharmoniczna (dyrygentura: Adam Klemens, Mario Klemens)
- Chór: Kūhn Mixed Choir (dyrygentura: Mario Klemens).